# Dmitrij Szlachtin
Dmitrij Anatoljewicz Szlachtin (ros. Дмитрий Анатольевич Шляхтин, ur. 2 maja 1967 w Ałmaty) – rosyjski działacz sportowy.
Absolwent Uniwersytetu Energetycznego w Ałmaty (1994), Samarskiej Państwowej Akademii Ekonomicznej (2001), Samarskiego Państwowego Uniwersytetu Pedagogicznego (2005) i Moskiewskiego Uniwersytetu Ekonomii, Statystyki i Informatyki (2012). W latach 1998-2001 był zastępcą przewodniczącego centralnego klubu sportowego rosyjskich sił powietrznych, a w latach 2001-2009 zajmował stanowisko przewodniczącego tej organizacji. Od czerwca 2012 jest przewodniczącym rady dyrektorów Krylji Sowietow Samara. 25 września 2012 został wybrany na ministra sportu obwodu samarskiego, a funkcję tę zaczął pełnić 1 października tegoż roku. W sierpniu 2014 został wiceprezesem klubu hokejowego Łada Togliatti. 16 stycznia 2016 został prezesem rosyjskiej federacji lekkoatletycznej. 21 listopada 2019 w związku z utrudnianiem śledztwa w sprawie oskarżonego o doping Daniła Łysienki został zawieszony przez Athletics Integrity Unit z pełnienia swojej funkcji, a dwa dni później podał się do dymisji.
W 2004 nagrodzony medalem Suworowa i odznaczony orderem Honoru.
Żonaty, ma dwóch synów.